# Grasfranjekelkje
Het grasfranjekelkje (Lachnum rhodoleucum) is een schimmel behorend tot de familie Lachnaceae. Het groeit saprotroof op stengels van kleine grassen.

## Verspreiding
In Nederland staat het grasfranjekelkje op de rode lijst in de categorie 'verdwenen'.